# Černobylská jaderná elektrárna
Černobylská jaderná elektrárna (ukrajinsky Чорнобильська атомна електростанція, rusky Черно́быльская атомная электростанция) je uzavřená jaderná elektrárna, která se nachází na severní Ukrajině, přibližně 110 km na sever od Kyjeva a 10 km od hranic s Běloruskem. Její výstavba byla zahájena roku 1970, do provozu byla uvedena v roce 1977.
Reaktor č. 4 se v roce 1986 stal místem nejhorší jaderné havárie v historii a elektrárna se nyní nachází ve velkém omezeném prostoru známém jako uzavřená zóna Černobylské jaderné elektrárny. Zónu i bývalou elektrárnu spravuje Ukrajinská státní agentura pro správu vyloučené zóny. Tři další reaktory zůstaly po havárii v provozu, ale nakonec byly všechny do roku 2000 odstaveny, ačkoli elektrárna i v současné době (rok 2022) v procesu vyřazování z provozu zůstává. Dokončení jaderného čištění je plánováno na rok 2065.

## Historie a technické informace
Za dob Sovětského svazu byla pojmenovaná jako Černobylská jaderná elektrárna V. I. Lenina. Postavena byla na severní Ukrajině, 15 km severozápadně od města Černobyl, u řeky Pripjať. V bezprostřední blízkosti elektrárny bylo pro její pracovníky vybudováno město Pripjať. Mladé pracovníky sem lákala vidina vyšších platů a technologické výdobytky moderní doby, které jinde v Sovětském svazu nebyly běžné (např. supermarket). Výstavba elektrárny byla zahájena v roce 1970, konstruována byla pro reaktory typu RBMK. Dne 15. srpna 1972 byl slavnostně položen první kubík betonu. První blok o čistém výkonu 740 MW byl spuštěn v roce 1977, druhý v roce 1978, třetí v roce 1981 a čtvrtý v roce 1983 (bloky 2–4 disponovaly čistým výkonem 925 MW). Od roku 1981, respektive 1983 byl budován pátý a šestý reaktor o čistém výkonu 950 MW.

### Další rozšíření
V delším časovém horizontu bylo plánováno na druhé straně řeky Pripjať vybudovat finální rozšíření elektrárny, někdy označované jako Černobylská jaderná elektrárna II o výkonu asi 4000 MW. V součtu by elektrárny produkovaly dohromady až 10 000 MW.

### Známé incidenty a havárie
V sobotu dne 26. dubna 1986 došlo na čtvrtém bloku k vážné havárii, při které byl reaktor zničen, radioaktivitou bylo silně zamořeno okolí a radioaktivní mrak se dostal i do dalších evropských zemí. Kolem trosek čtvrtého bloku byl od června do listopadu 1986 vybudován ocelobetonový sarkofág. V letech 2010 až 2019 pak probíhala výstavba nového krytu, který obklopuje jak reaktor, tak původní sarkofág, který bude demontován.
9. září 1982 došlo v bloku č. 1 k částečnému roztavení reaktoru v důsledku vadného chladicího ventilu, který zůstal po údržbě uzavřen. Jakmile se reaktor zapnul, uran v nádrži se přehřál a praskl. Rozsah škod nebyl tak velký a nikdo nezemřel. Kvůli nedbalosti operátorů však byla havárie zaznamenána až o několik hodin později, což vedlo k významnému úniku radiace ve formě úlomků oxidu uranu a několika dalších radioaktivních izotopů unikajících s párou z reaktoru přes ventilační komín. Nehoda byla zveřejněna až o několik let později, přestože v elektrárně a v Pripjati probíhaly úklidy. Reaktor byl opraven a po osmi měsících byl znovu uveden do běžného provozu.
Podle dokumentů KGB, odtajněných na Ukrajině dne 26. dubna 2021, došlo k vážným incidentům ve třetím a čtvrtém reaktoru v roce 1984. Podle stejných dokumentů centrální vláda v Moskvě věděla již v roce 1983, že elektrárna je „jedna z nejvíce nebezpečných jaderných elektráren v SSSR“. Souviselo to s integritou budovy. Místnost, ve které byly umístěny odlučovače páry, se rozpálila na 270 stupňů Celsia. To způsobilo posunutí betonu budovy, což budovu znebezpečilo a mohlo by také vést ke zřícení odlučovačů páry, které by následně spadly na reaktorovou halu a způsobily jaderné roztavení.
Reaktor č. 2 byl trvale odstaven krátce po říjnu 1991, kdy došlo k požáru kvůli vadnému spínači na turbíně. Dne 11. října 1991 došlo k požáru v turbínové hale reaktoru č. 2. Požár začal ve čtvrté turbíně reaktoru č. 2, když byla turbína odstavena z důvodu opravy. Vadný spínač způsobil nával proudu do generátoru a zapálil izolační materiál na některých elektrických rozvodech. To následně vedlo k úniku vodíku, používaného jako chladivo v synchronním generátoru, do turbínové haly, „což zřejmě vytvořilo podmínky pro to, aby na střeše vypukl požár a jeden z vazníků podpírajících střechu se zhroutil“. Sousední reaktorová hala a reaktor zůstaly nedotčeny, ale vzhledem k politickému klimatu bylo rozhodnuto po tomto incidentu tento reaktor trvale odstavit.

### Činnost po havárii 26. dubna
I přes havárii bylo pokračováno ve stavebních pracích na pátém a šestém bloku, které byly zastaveny až v roce 1988. Šlo však již jen o dokončení struktur budovy, aby se zamezilo pronikání radiace do rozestavených bloků. Zbylé tři reaktory zůstaly kvůli nedostatku elektřiny v zemi nadále v provozu. Druhý reaktor byl odstaven po požáru v roce 1991, první ukončil provoz v roce 1996 a třetí byl odstaven v roce 2000.
Kybernetický útok Petya v roce 2017 zasáhl systém monitorování radiace a zrušil oficiální webovou stránku elektrárny, která obsahuje informace o incidentu a oblasti.
V říjnu 2018 byla vedle bývalé jaderné elektrárny zprovozněna solární elektrárna o výkonu 1 MW, kterou provozuje společnost Solar Chernobyl, joint venture ukrajinské skupiny Rodina Energy Group a německé firmy Enerparc.

### Ruská invaze na Ukrajinu
Během ruské invaze na Ukrajinu byla elektrárna Černobyl 24. února 2022 obsazena ruskou armádou a její personál držen jako rukojmí. Dne 31. března 2022 ruská vojska oblast u elektrárny opustila. Později se potvrdilo, že ruské zákopy se z části nacházely v kontaminované oblasti a vojáci tak mohli obdržet "značnou dávku" radiace. Podle pozdějších výpovědí pracovníků elektrárny někteří ruští vojáci nikdy neslyšeli o havárii elektrárny a dokonce se v tancích pohybovali a tábořili i v tzv. Rudém lese, a to bez ochranného vybavení.
Dne 14. února 2025 přibližně v 1:50 ráno do pláště vnějšího sarkofágu narazil bezpilotní letoun. V té době byla oblast okolo elektrárny ovládána Ukrajinou a proti vzniklému požáru do několika minut zakročili pracovníci požární ochrany. Podle ukrajinského prezidenta Zelenského šlo o ruský dron s explozivní hlavicí, k úniku radiace v následku incidentu podle odborníků nemohlo dojít.

## Informace o reaktorech
Černobylská jaderná elektrárna měla celkem čtyři reaktory, další dva byly rozestavěny, ale nedokončeny:
| Reaktor    | Typ reaktoru | Výkon  | Výkon   | Výkon   | Zahájení výstavby | Dokončení         | Uvedení do provozu                  | Uzavření                            |
| Reaktor    | Typ reaktoru | Čistý  | Hrubý   | Tepelný | Zahájení výstavby | Dokončení         | Uvedení do provozu                  | Uzavření                            |
| ---------- | ------------ | ------ | ------- | ------- | ----------------- | ----------------- | ----------------------------------- | ----------------------------------- |
| Černobyl-1 | RBMK-1000    | 740 MW | 0800 MW | 2560 MW | 1. března 1970    | 26. září 1977     | 27. května 1978                     | 30. listopadu 1996                  |
| Černobyl-2 | RBMK-1000    | 925 MW | 1000 MW | 3200 MW | 1. února 1973     | 21. prosince 1978 | 28. května 1979                     | 11. října 1991 (poškozen)           |
| Černobyl-3 | RBMK-1000    | 925 MW | 1000 MW | 3200 MW | 1. března 1976    | 3. prosince 1981  | 8. června 1982                      | 15. prosince 2000                   |
| Černobyl-4 | RBMK-1000    | 925 MW | 1000 MW | 3200 MW | 1. dubna 1979     | 22. prosince 1983 | 26. března 1984                     | 26. dubna 1986 (zničen)             |
| Černobyl-5 | RBMK-1000    | 950 MW | 1000 MW | 3200 MW | 1. prosince 1981  | listopad 1986     | Výstavba byla zastavena v roce 1988 | Výstavba byla zastavena v roce 1988 |
| Černobyl-6 | RBMK-1000    | 950 MW | 1000 MW | 3200 MW | 1. prosince 1983  | prosinec 1988     | Výstavba byla zastavena v roce 1988 | Výstavba byla zastavena v roce 1988 |

## Možná výstavba nové elektrárny
Zástupci Státní agentury Ukrajiny pro řízení uzavřených zón a specialisté z ukrajinského jaderného energetického provozovatele Energoatom, který elektrárnu provozoval do roku 2000, se v říjnu 2024 připojili k představitelům jaderné elektrárny Černobyl, aby navštívili několik oblastí v uzavřené zóně a v okolí elektrárny. Následovala technická diskuse o vhodnosti těchto lokalit pro budoucí výstavbu malých modulárních reaktorů. Jednalo se o druhé setkání na místě, jehož cílem bylo přezkoumat potenciální umístění malých modulárních reaktorů.

## Galerie

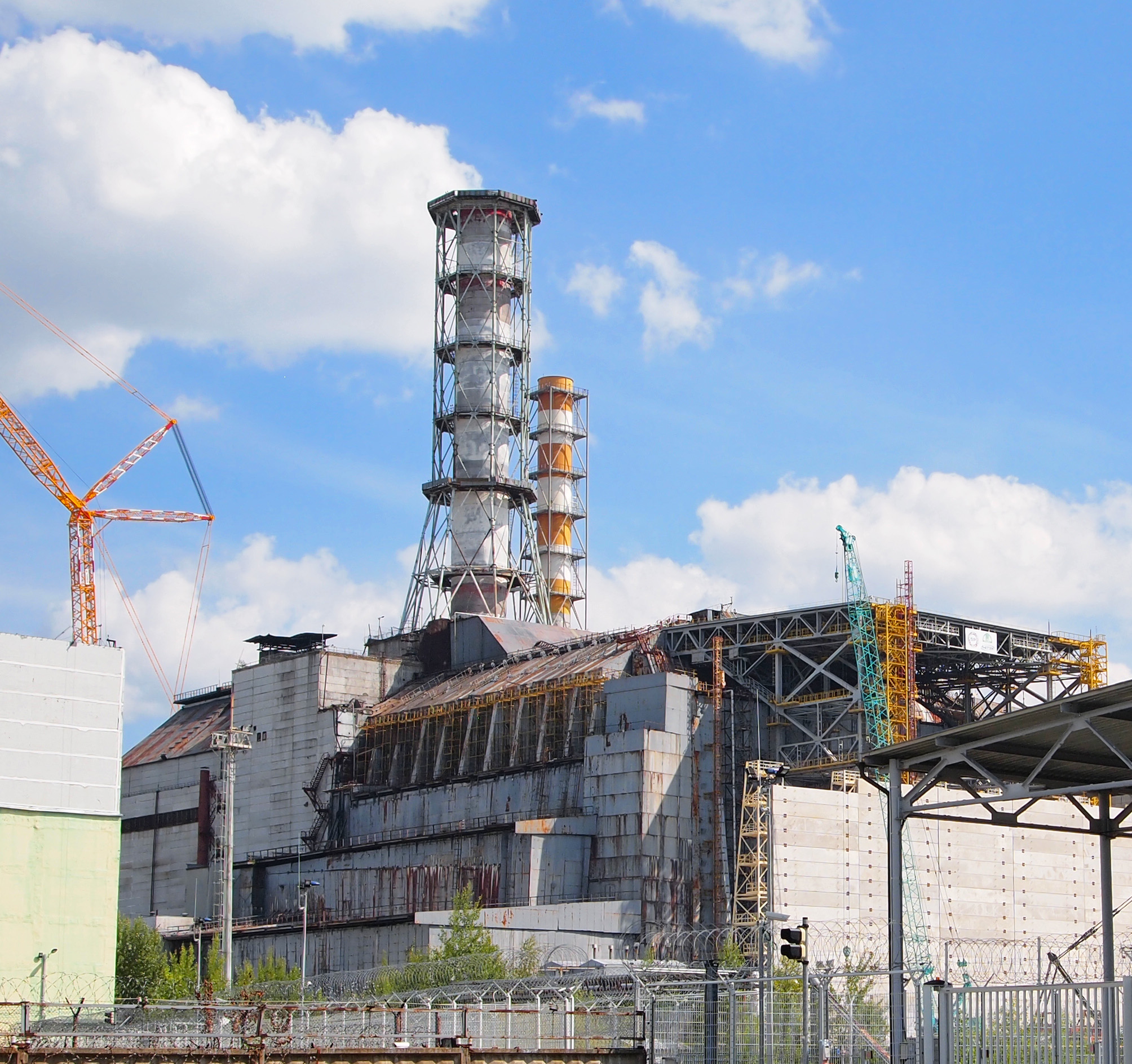
Původní betonový sarkofág čtvrtého reaktoru
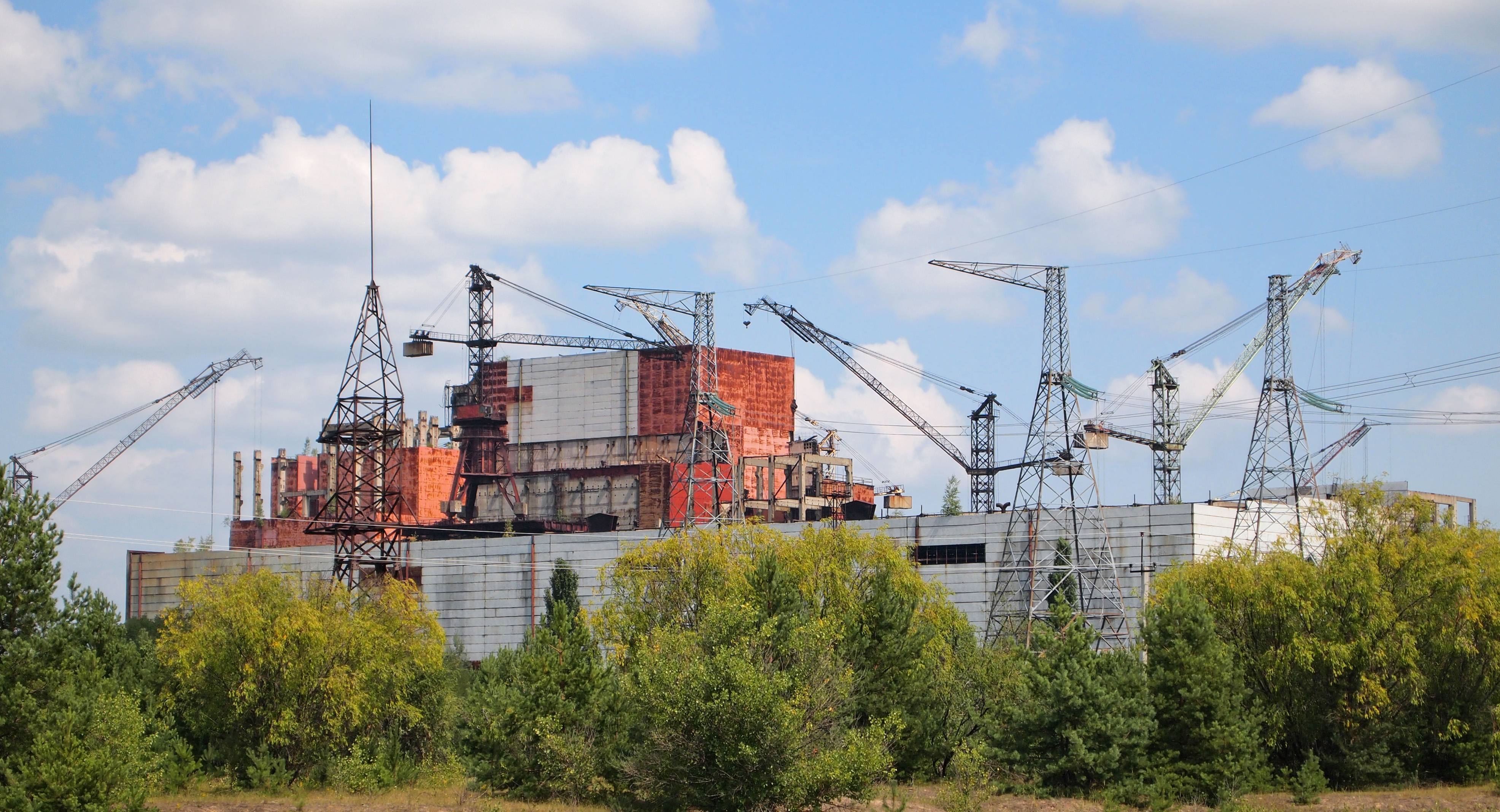
Bloky č. 5 a 6
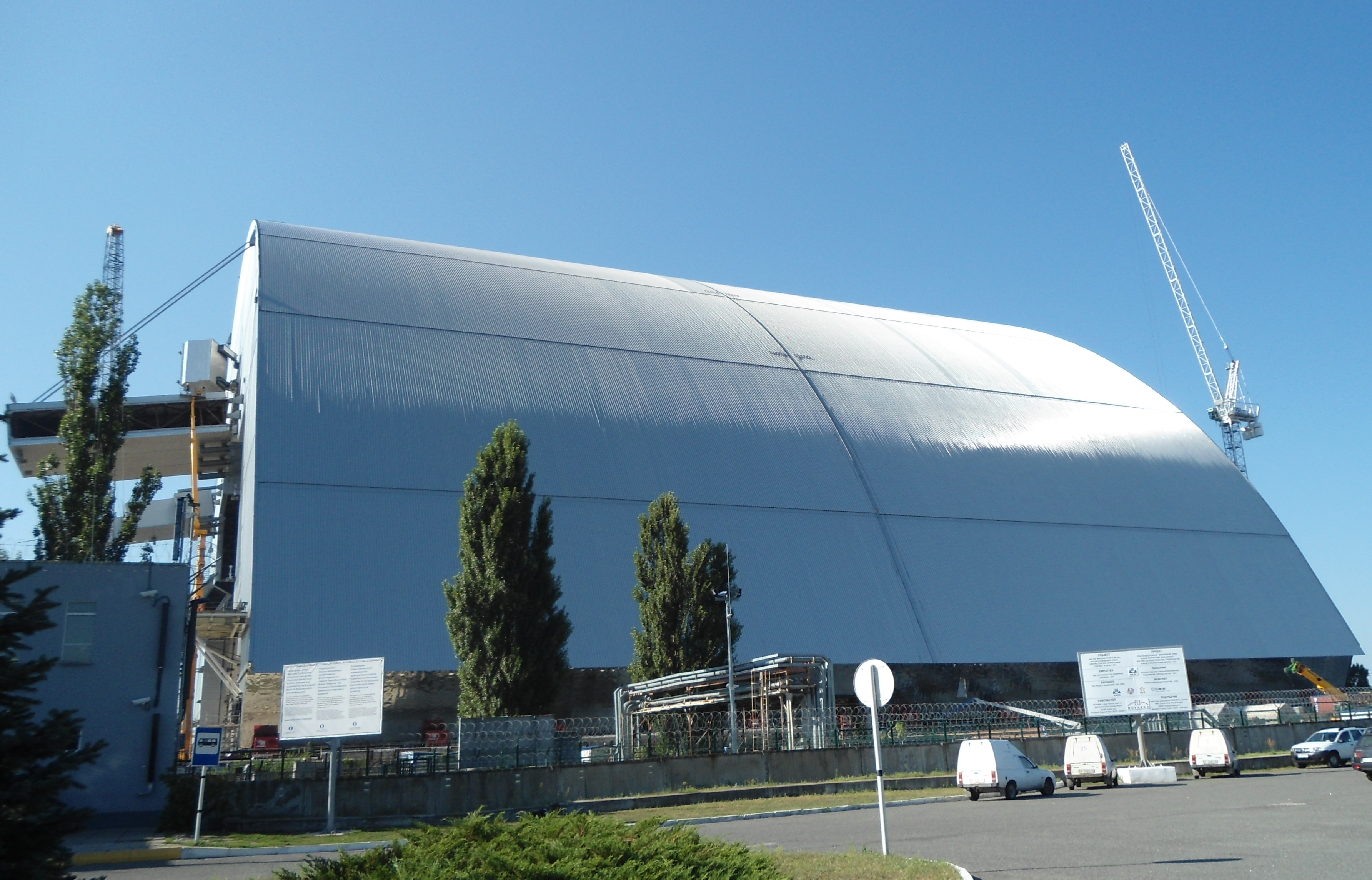
Stavebně dokončený nový sarkofág
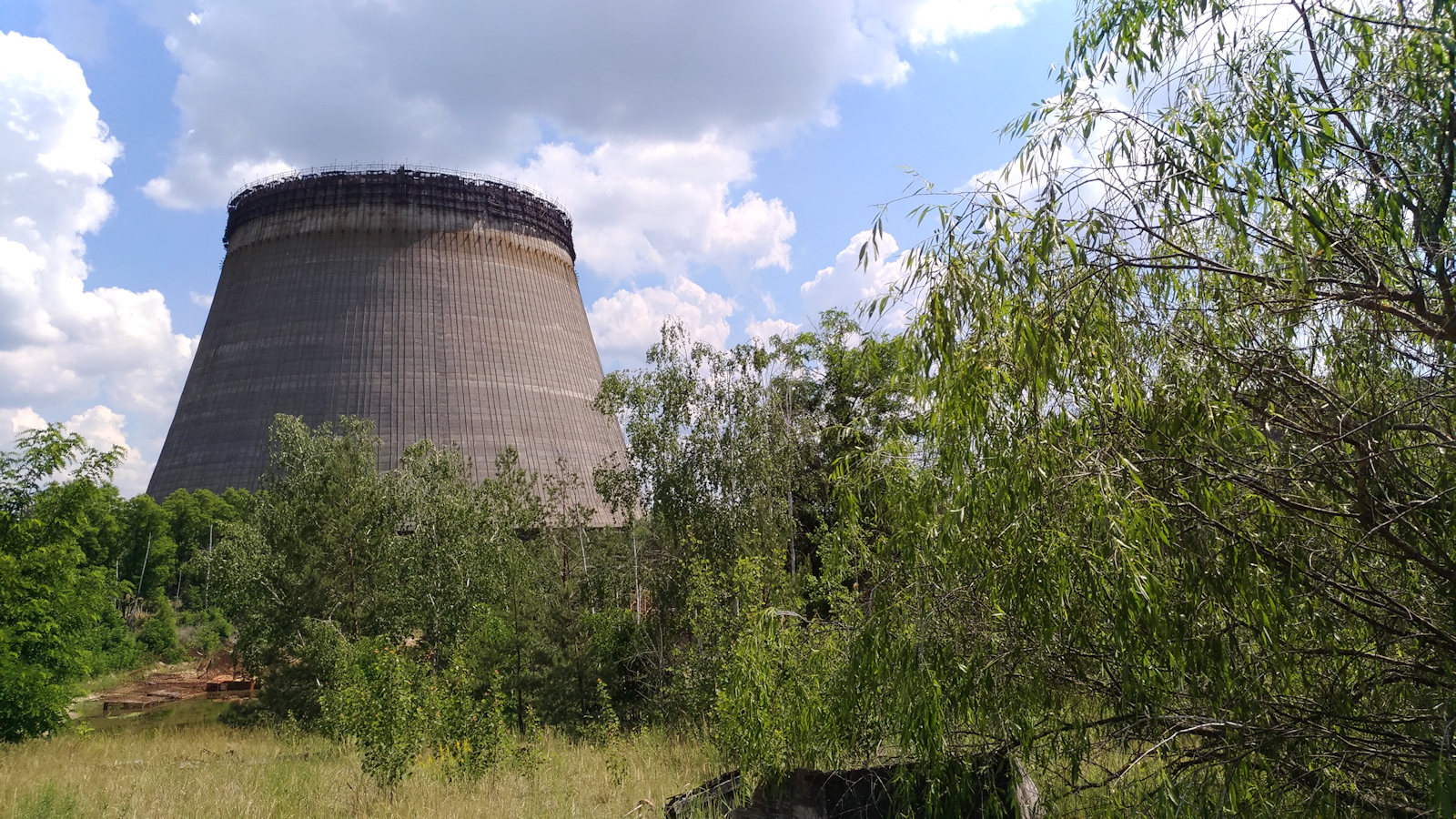
Nedokončená chladicí věž pátého bloku
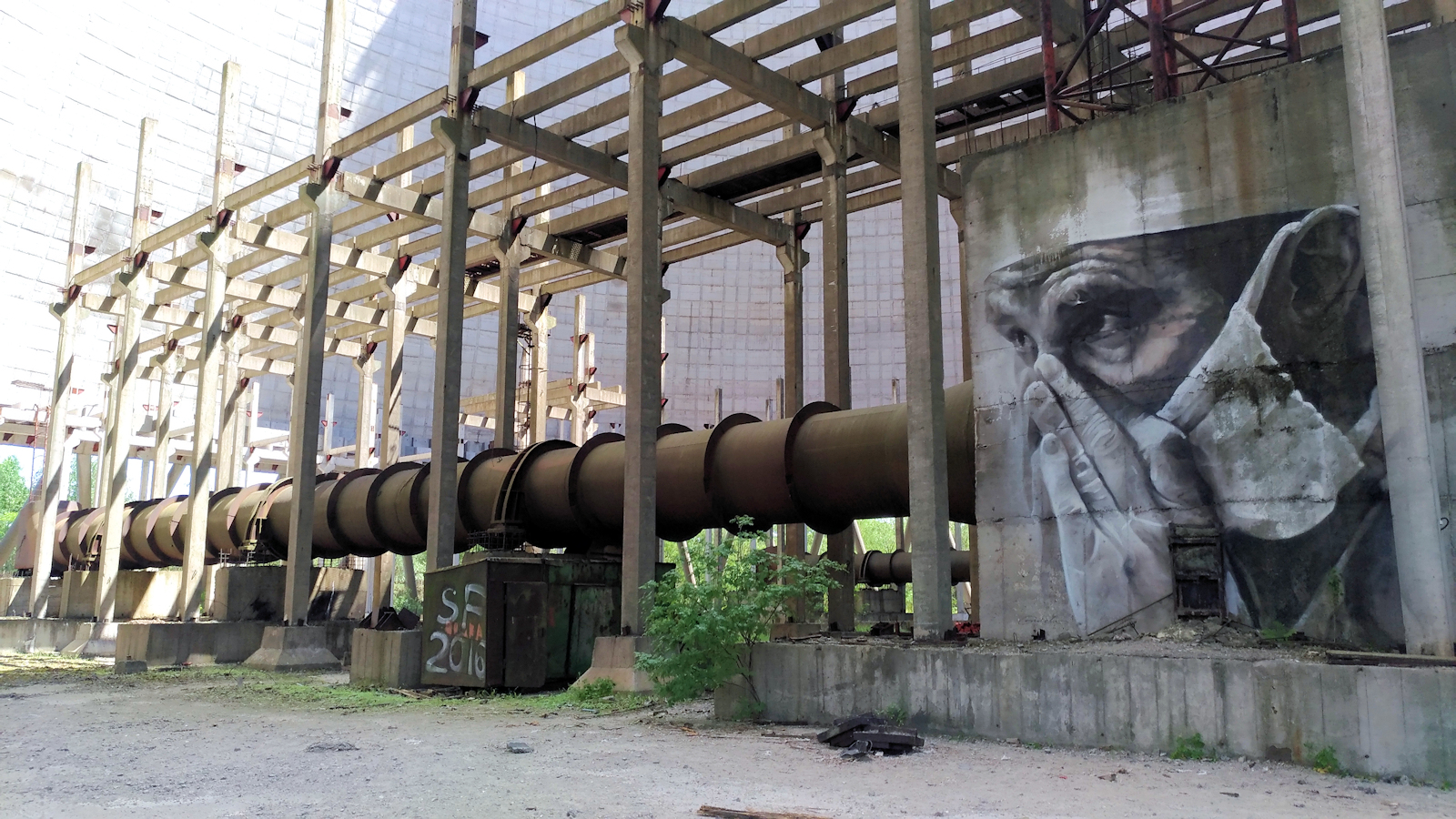
Interiér chladicí věže